# Museo nazionale delle belle arti (Brasile)
Il Museo Nazionale delle Belle Arti del Brasile (in portoghese Museu Nacional de Belas Artes) è un museo d'arte situato nella città di Rio de Janeiro. Istituito ufficialmente nel 1937 su iniziativa del ministro dell'istruzione Gustavo Capanema, il museo fu inaugurato nel 1938 dal presidente Getúlio Vargas. La collezione museale trae origine dal trasferimento della corte portoghese in Brasile all'inizio del XIX secolo, quando il re Giovanni VIportò con sé parte della collezione reale portoghese. Questa collezione d'arte rimase in Brasile dopo il ritorno del re in Europa e divenne la collezione principale della Scuola Nazionale di Belle Arti. La sede del museo si trova in un edificio in stile eclettico del 1908 progettato dall'architetto spagnolo Adolfo Morales de los Ríos.
Il Museu Nacional de Belas Artes è il più importante museo di arte brasiliana, particolarmente ricco di dipinti e sculture del XIX secolo. La collezione comprende più di 20.000 pezzi, tra dipinti, sculture, disegni e stampe, di artisti brasiliani e internazionali, che spaziano dall'Alto Medioevo all'arte contemporanea. Comprende anche piccoli assemblaggi di arti decorative, arte popolare e africana. La biblioteca del museo ha una collezione di circa 19.000 titoli. L'edificio è stato inserito nella lista del patrimonio nazionale brasiliano nel 1973.

## Storia

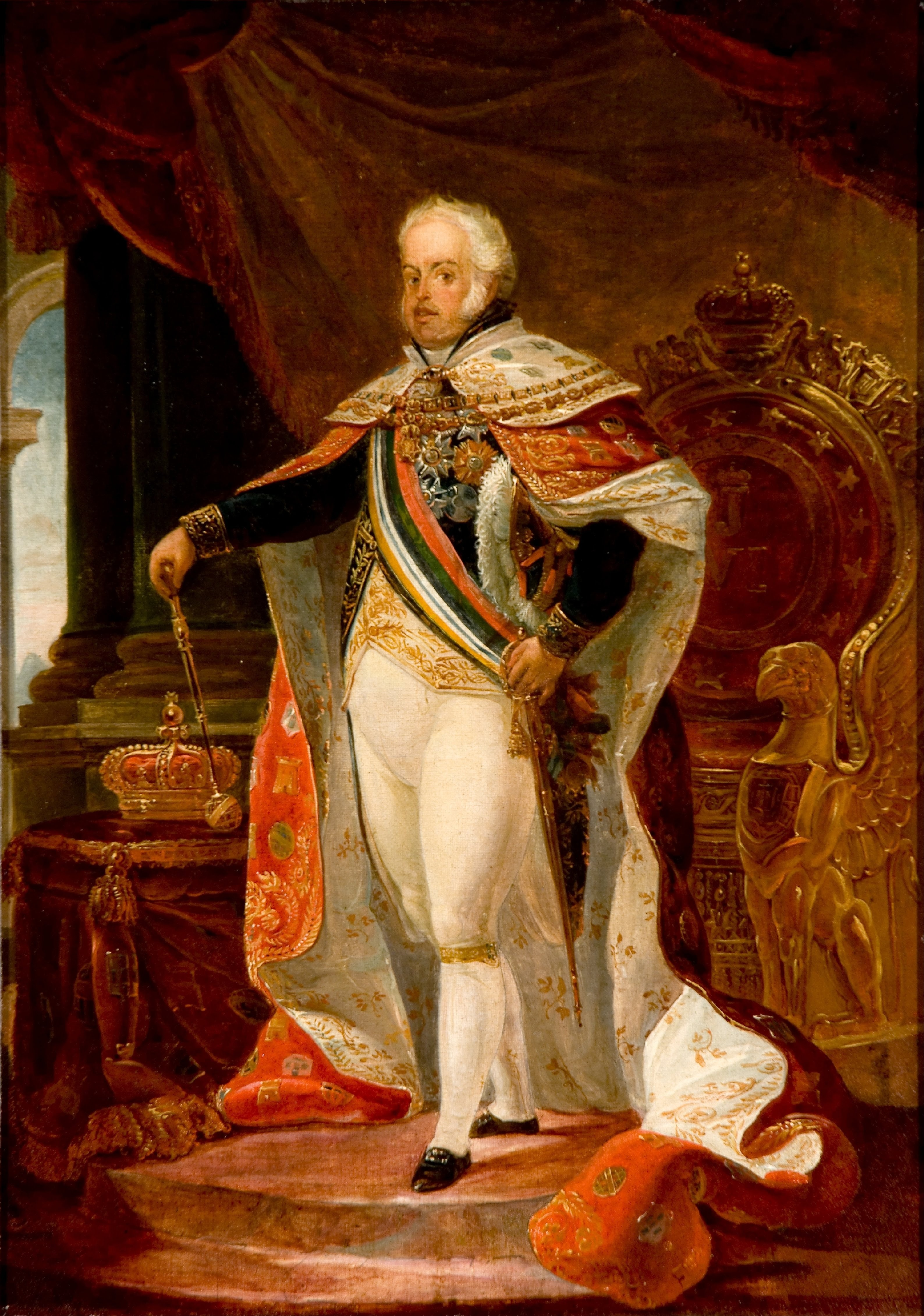
Jean-Baptiste Debret, John VI of Portugal. Collezione del Museu Nacional de Belas Artes.

Sebbene il museo sia stato ufficialmente istituito il 13 gennaio 1937 e inaugurato il 19 agosto 1938, la sua storia è molto più antica, risalendo al trasferimento della corte portoghese in Brasile nel 1808. In fuga dall'invasione del Portogallo da parte delle truppe francesi, il re Giovanni VI si stabilì a Rio de Janeiro, portando con sé un insieme di opere d'arte che originariamente appartenevano alla Collezione Reale portoghese. Dopo il ritorno del re in Europa, una parte importante di questa collezione rimase in Brasile ed è identificata come il nucleo principale dell'arte europea nel museo. La collezione fu successivamente ampliata da Joachim Lebreton, un artista francese che guidò la Missione Artistica Francese che venne in Brasile nel 1816 per aiutare a organizzare le arti nel paese.

## Galleria fotografica delle collezioni museali

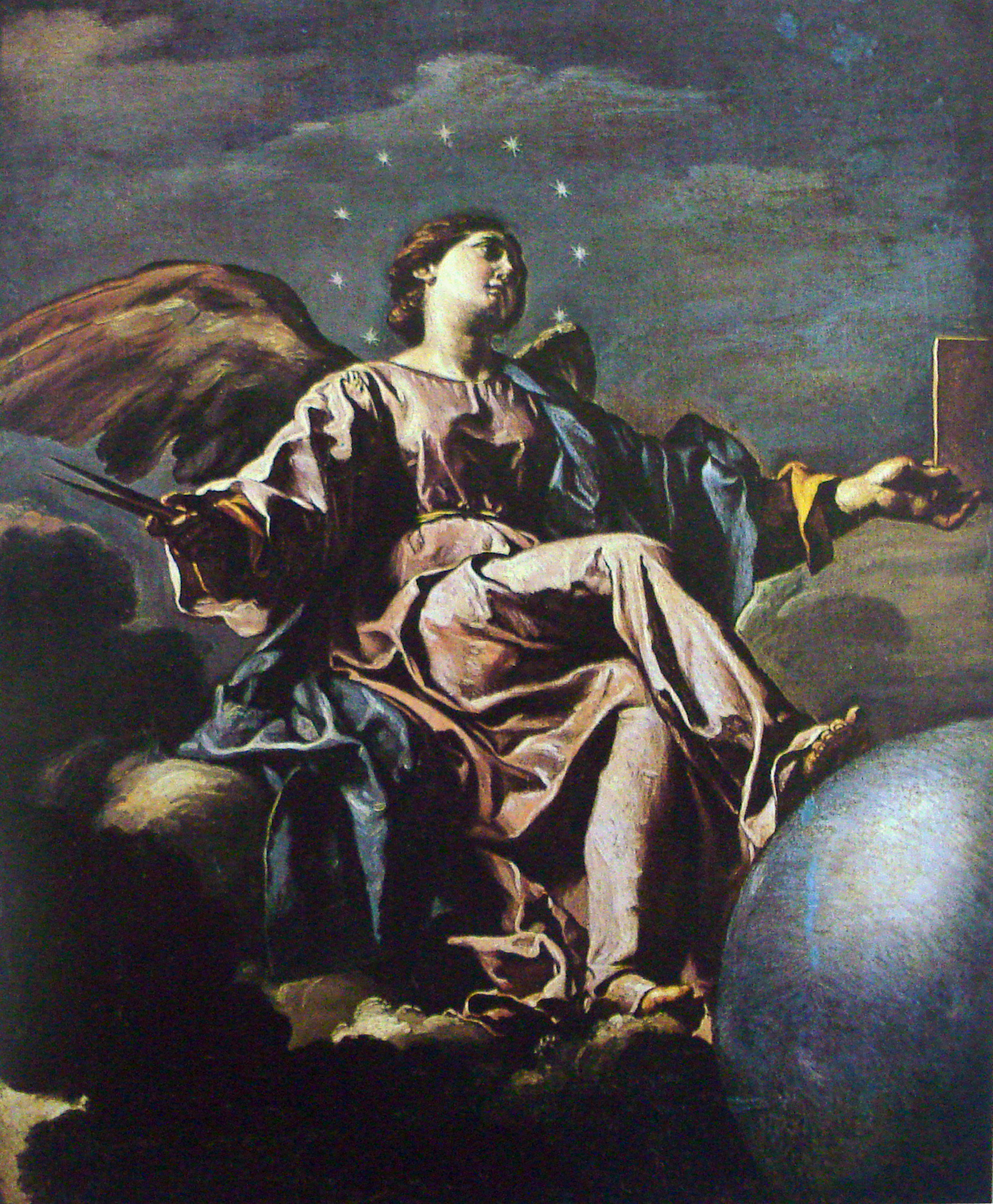
Urania di Francesco Cozza (1667 circa)
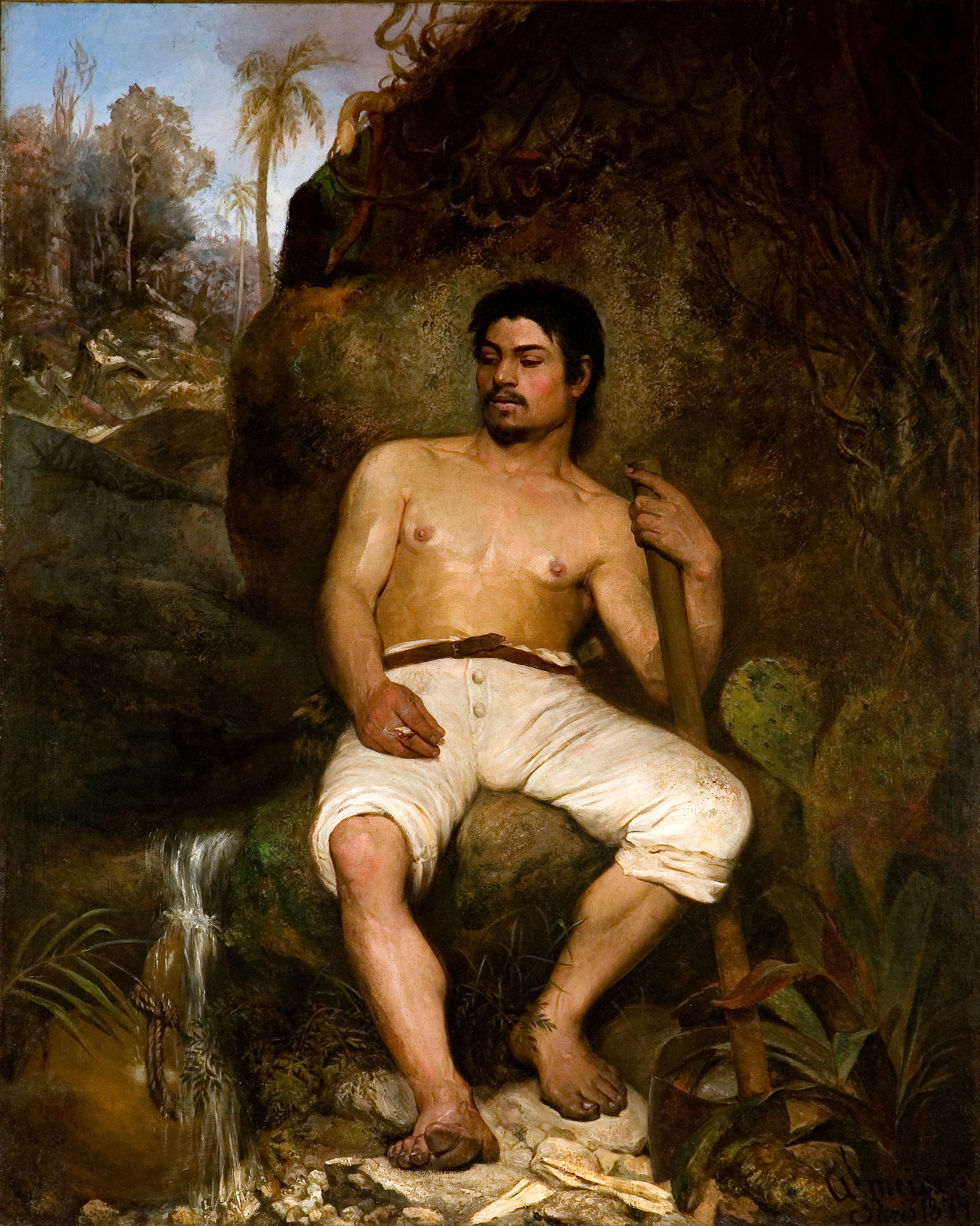
O derrubador brasileiro di Almeida Júnior (1875)
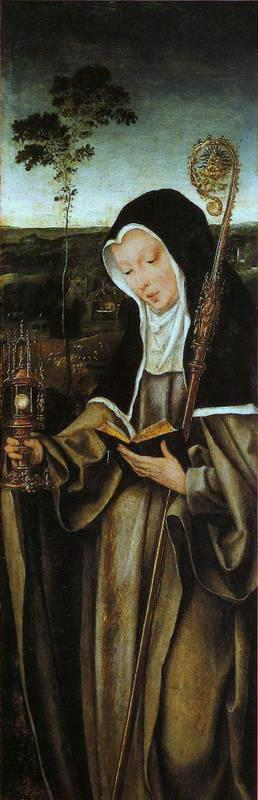
Santa Chiara, opera fiamminga di Joos van Cleve (XV secolo)
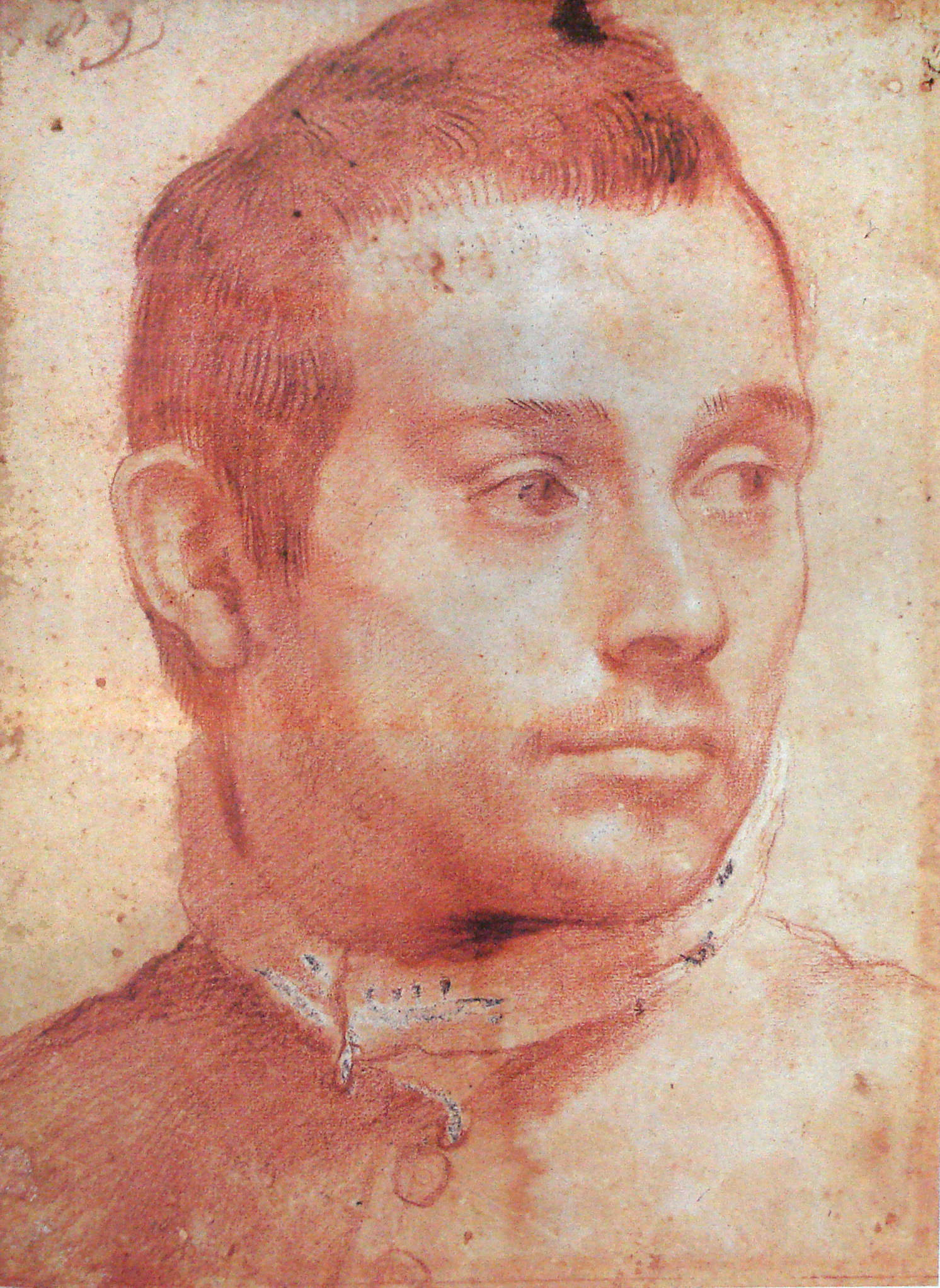
Ritratto di uomo disegno di Annibale Carracci
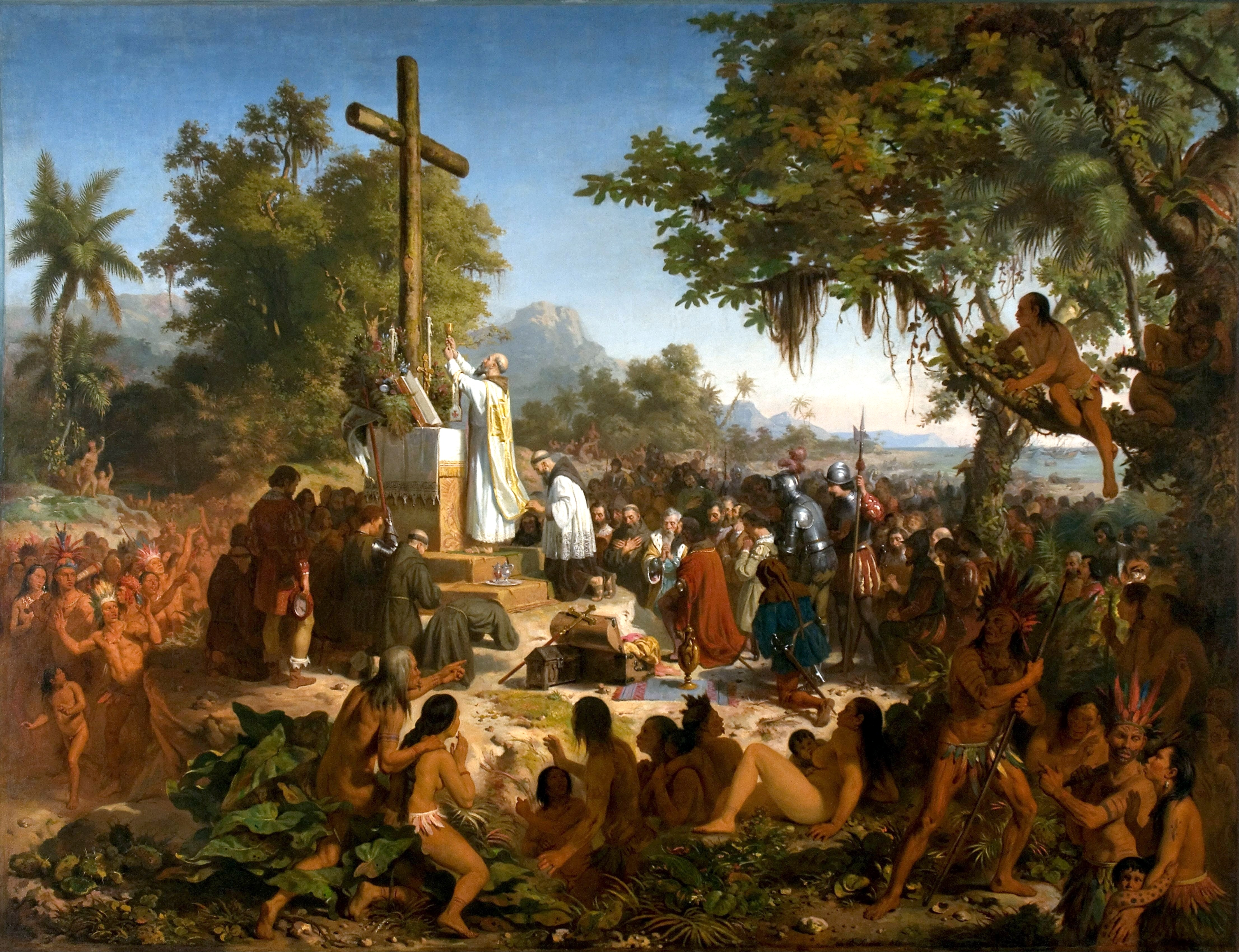
La prima messa in Brasile di Victor Meirelles de Lima
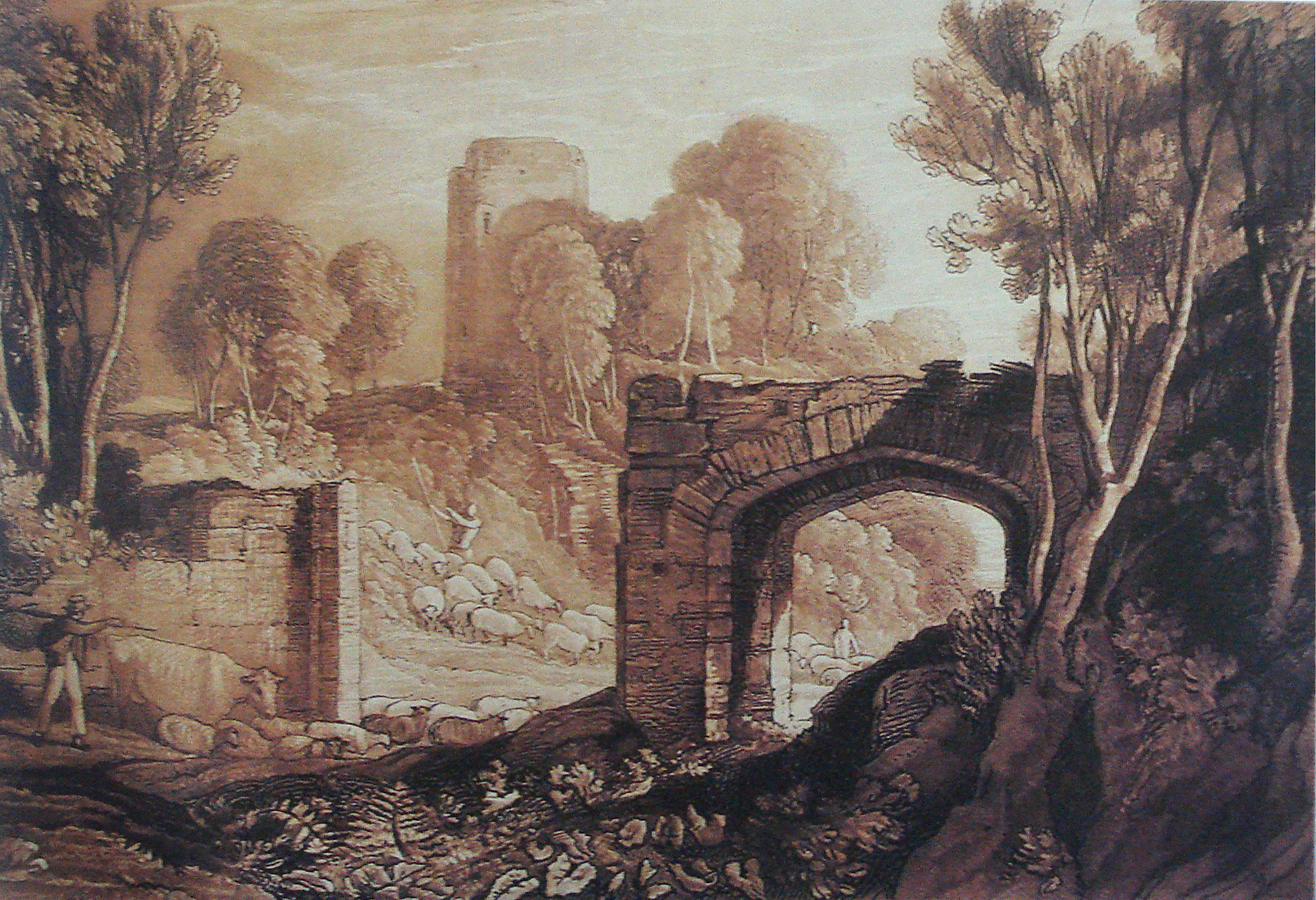
East Gate Winchelsea di William Turner
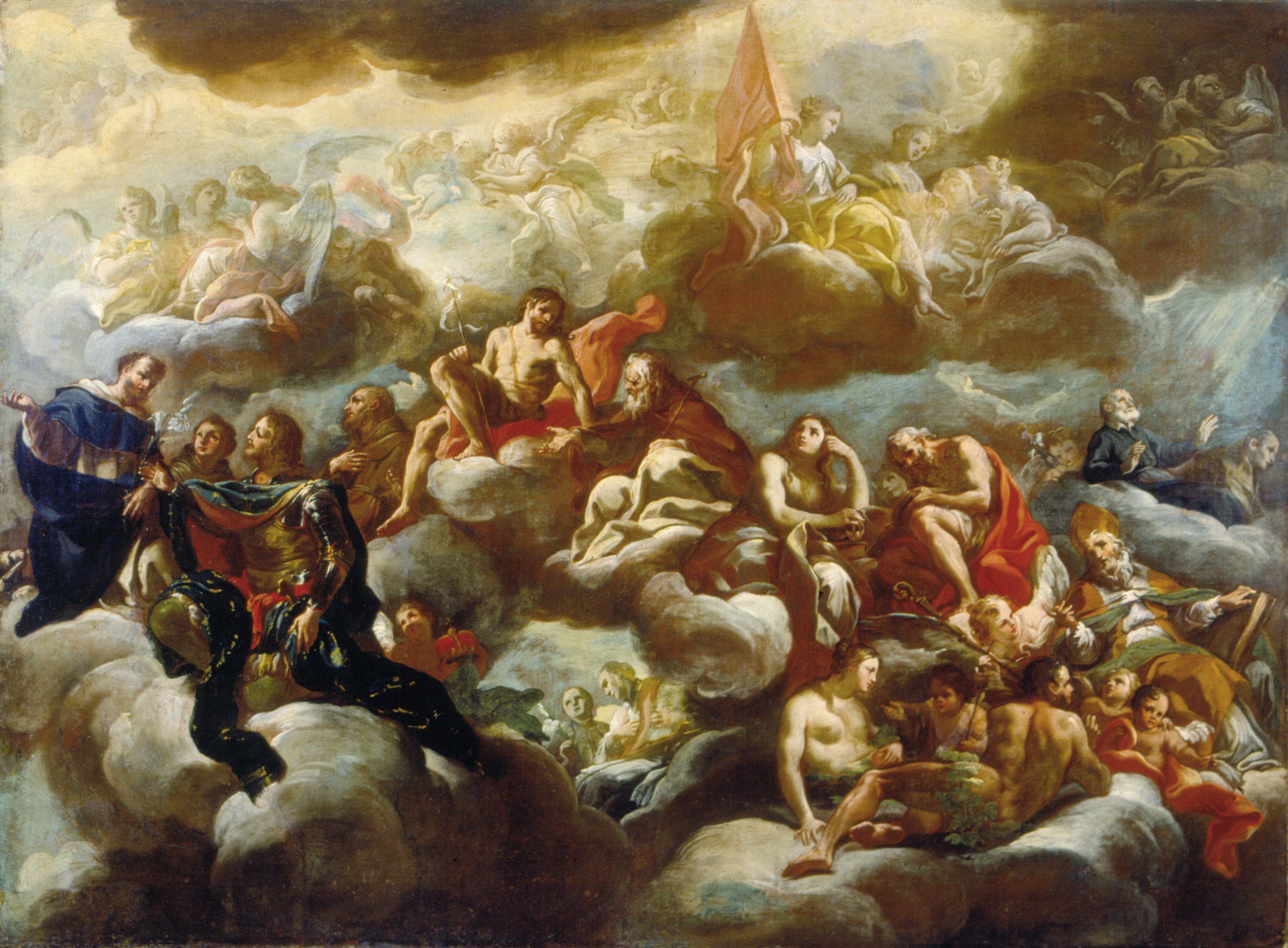
Apoteosi di San Nicola, di Corrado Giaquinto